# ديك لورانس
ديك لورانس (بالإنجليزية: Phillip Lawrence)‏ هو سياسي أسترالي، ولد في 24 أغسطس 1915، وتوفي في 25 يناير 1960. حزبياً، نشط في حزب العمال الأسترالي. وقد انتخب عضو الجمعية التشريعية لأستراليا الغربية.